# Eurovision Song Contest 2002
Eurovision Song Contest 2002 là cuộc thi Ca khúc truyền hình châu Âu thứ 47. Cuộc thi diễn ra ở thành phố Tallinn, thủ đô của Estonia. 

## Chung kết
| STT | Quốc gia             | Ngôn ngữ          | Nghệ sĩ                     | Bài hát                         | Vị trí | Điểm số |
| --- | -------------------- | ----------------- | --------------------------- | ------------------------------- | ------ | ------- |
| 01  | Síp                  | Tiếng Anh         | one                         | "Gimme"                         | 6      | 85      |
| 02  | Anh                  | Tiếng Anh         | Jessica Garlick             | "Come Back"                     | 3      | 111     |
| 03  | Áo                   | Tiếng Anh         | Manuel Ortega               | "Say a Word"                    | 18     | 26      |
| 04  | Hy Lạp               | Tiếng Anh         | Michalis Rakintzis          | "S.A.G.A.P.O."                  | 17     | 27      |
| 05  | Tây Ban Nha          | Tiếng Tây Ban Nha | Rosa López                  | "Europe's Living a Celebration" | 7      | 81      |
| 06  | Croatia              | Tiếng Anh         | Vesna Pisarović             | "Everything I Want"             | 11     | 44      |
| 07  | Nga                  | Tiếng Anh         | Premyer-Ministr             | "Northern Girl"                 | 10     | 55      |
| 08  | Estonia              | Tiếng Anh         | Sahlene                     | "Runaway"                       | 3      | 111     |
| 09  | Macedonia            | Tiếng Macedonia   | Karolina Gočeva             | "Од нас зависи"                 | 19     | 25      |
| 10  | Israel               | Tiếng Hebrew      | Sarit Hadad                 | "נדליק ביחד נר"                 | 12     | 37      |
| 11  | Thụy Sĩ              | Tiếng Pháp        | Francine Jordi              | "Dans le jardin de mon âme"     | 22     | 55      |
| 12  | Thụy Điển            | Tiếng Anh         | Afro-dite                   | "Never Let It Go"               | 8      | 72      |
| 13  | Phần Lan             | Tiếng Anh         | Laura Voutilainen           | "Addicted To You"               | 20     | 24      |
| 14  | Đan Mạch             | Tiếng Anh         | Malene Mortensen            | "Tell Me Who You Are"           | 24     | 7       |
| 15  | Bosna và Hercegovina | Tiếng Serbia      | Maja Tatić                  | "На јастуку за двоје            | 13     | 33      |
| 16  | Bỉ                   | Tiếng Anh         | Sergio & The Ladies         | "Sister"                        | 13     | 33      |
| 17  | Pháp                 | Tiếng Pháp        | Sandrine François           | "Il faut du temps"              | 5      | 104     |
| 18  | Đức                  | Tiếng Anh         | Corinna May                 | "I Can't Live Without Music"    | 21     | 17      |
| 19  | Thổ Nhĩ Kỳ           | Tiếng Thổ Nhĩ Kỳ  | Buket Bengisu & Group Safir | "Leylaklar Soldu Kalbinde"      | 16     | 29      |
| 20  | Malta                | Tiếng Anh         | Ira Losco                   | "7th Wonder"                    | 2      | 164     |
| 21  | România              | Tiếng Anh         | Monica Anghel Marcel Pavel  | "Tell Me Why"                   | 9      | 71      |
| 22  | Slovenia             | Tiếng Slovenia    | Sestre                      | "Samo ljubezen"                 | 13     | 33      |
| 23  | Latvia               | Tiếng Anh         | Marija Naumova              | "I Wanna"                       | 1      | 176     |
| 24  | Litva                | Tiếng Anh         | Aivaras Stepukonis          | "Nanana"                        | 23     | 12      |